# 넙다리뒤근육
넙다리뒤근육(뒤넙다리근) 또는 넓적다리뒤근육 또는 햄스트링(hamstring)은 넓적다리 뒤쪽에 있는 넙다리두갈래근, 반힘줄근, 반막근의 세 개 근육을 통틀어 가리킨다. 안쪽에서 가쪽 순서로 반막근, 반힘줄근, 넙다리두갈래근이 위치한다. 햄스트링은 부상을 입기 쉬운 부위이다.

## 기준
햄스트링 기준으로 분류할 수 있는 공통된 기준은 다음과 같다.
1. 궁둥뼈결절에서 시작해야 한다.
2. 무릎관절보다 아래쪽, 즉 정강뼈나 종아리뼈에 닿아야 한다.
3. 정강신경이 분포하여야 한다.
4. 무릎관절의 굽힘과 엉덩관절의 폄에 관여하여야 한다.

세 근육들은 이 네 가지 기준을 모두 만족하여 햄스트링이라고 불린다.

## 구조
넓적다리뒤칸의 근육 세 개(반힘줄근, 반막근, 넙다리두갈래근의 긴갈래와 짧은갈래)는 모두 무릎을 굽히는 작용을 하지만, 이 중 넙다리두갈래근 짧은갈래의 경우 엉덩관절 폄에는 관여하지 않는다. 넙다리두갈래근 짧은갈래는 오직 무릎관절만을 가로지르기 때문이며, 이러한 이는곳과 신경 분포의 차이로 인해 햄스트링으로부터 제외하여 분류하는 경우도 있다.
| 근육                      | 이는곳                              | 닿는곳                                       | 신경                |
| 반힘줄근                  | 궁둥뼈결절                          | 정강뼈 안쪽 면                               | 궁둥신경의 정강부분 |
| 반막근                    | 궁둥뼈결절                          | 정강뼈 안쪽관절융기                          | 궁둥신경의 정강부분 |
| 넙다리두갈래근 - 긴갈래   | 궁둥뼈결절                          | 종아리뼈 머리의 가쪽 면                      | 궁둥신경의 정강부분 |
| 넙다리두갈래근 - 짧은갈래 | 거친선, 넙다리뼈 가쪽관절융기위능선 | 종아리뼈 머리의 가쪽 면 (긴갈래와 힘줄 공유) | 온종아리신경        |

큰모음근 일부도 햄스트링으로 분류하는 경우가 간혹 있다.

## 기능
햄스트링은 엉덩관절과 무릎관절, 두 개의 관절을 지나가며 그 두 관절에 작용한다.
반막근과 반힘줄근은 몸통이 고정된 상태일 때 엉덩관절을 편다. 또한 무릎을 굽히며 무릎을 굽힌 상태에서는 종아리를 안쪽으로 돌린다.
넙다리두갈래근의 긴갈래는 걷기 시작할 때 엉덩관절을 편다. 긴갈래와 짧은갈래 모두 무릎을 굽히며 무릎을 굽힌 상태에서는 종아리를 가쪽으로 돌린다.
걷기, 달리기, 점프하기, 볼기의 움직임 조절과 같은 여러 일상적인 활동을 할 때 햄스트링이 중요한 역할을 한다. 걸을 때 햄스트링은 무릎이 펴지는 것을 느리게 하면서, 넙다리네갈래근의 대항근 역할을 한다.

## 임상적 중요성

### 스포츠 부상
무릎이 펴진 상태에서 과도하게 엉덩관절을 굽히게 되면 햄스트링이 허용 범위 이상으로 늘어나게 되는데, 이는 여러 스포츠 종목들에서 흔하게 나타나는 부상이다. 단거리 달리기를 하는 동안, 다리를 흔드는 단계에서 원심성(eccentric) 수축이 발생하면서 근육에 큰 부담이 가해지면 햄스트링 부상을 입을 수 있다. 스포츠나 전문 댄서들 사이의 전반적인 햄스트링 부상 발생률은 활동 1000시간당 2건 정도이다. 일부 스포츠들에서는 햄스트링 부상이 전체 스포츠 부상의 19%를 차지하며, 부상으로 인해 평균 24일의 시간 손실이 생긴다.

### 영상 촬영

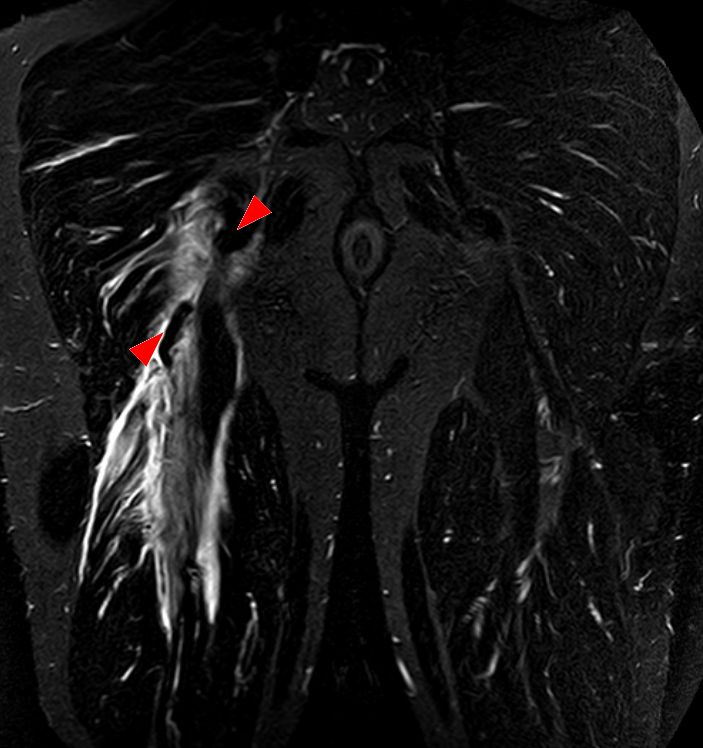
MRI (coronal STIR)으로 촬영한 햄스트링의 열상. 화살표 끝은 결절과 잘린 힘줄이 뒤로 들어간 것을 나타낸다. 상당한 출혈이 근육의 주변과 내부에 존재한다.

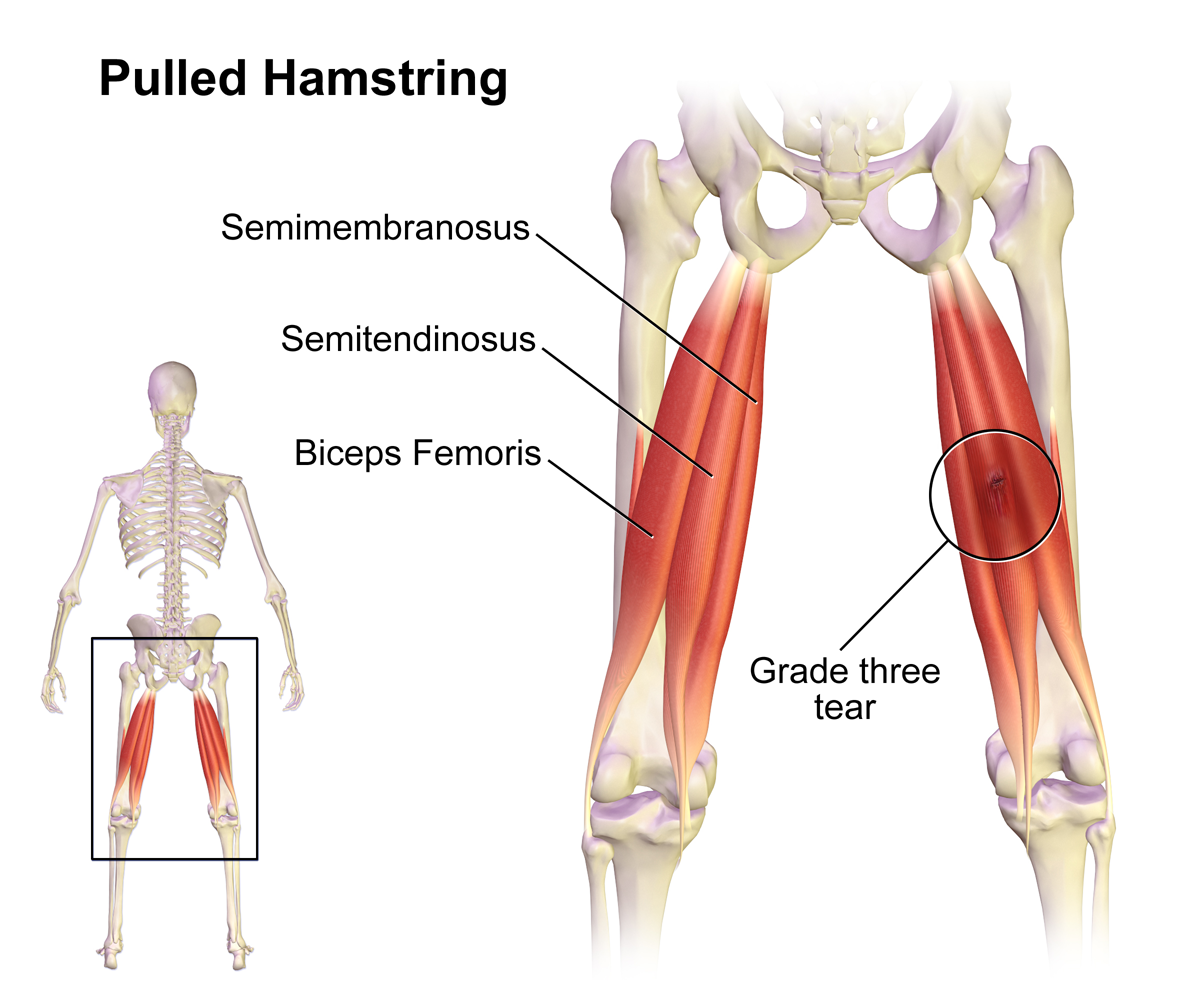
햄스트링을 당겨 위치를 나타낸 그림

햄스트링의 영상 촬영에는 초음파나 MRI를 이용한다. 넙다리두갈래근이 가장 자주 부상을 입으며 그 다음은 반힘줄근이 잘 부상을 입는다. 반막근의 부상은 드물다. 영상 촬영은 좌상의 등급을 매기는 데에 유용하며, 특히 근육이 완전히 파열되었을 때 더 유용하다. 이 세팅에서는 근육이 얼마나 뒤로 이동했는지 판단할 수 있으므로 수술하기 전의 유용한 로드맵으로 활용할 수 있다. 햄스트링 좌상의 길이가 60mm보다 긴 경우 재발 위험이 크다고 본다.

### 수술에서의 활용
먼쪽 반힘줄근의 힘줄은 앞십자인대 재건술에 이용할 수 있는 힘줄 중 하나이다. 이 수술에서는 앞십자인대(ACL)를 대체하기 위해 반힘줄근 힘줄의 일부를 사용한다. 앞십자인대는 무릎에 존재하는 네 개의 주요 인대(나머지는 뒤십자인대, 안쪽곁인대, 가쪽곁인대) 중 하나이다.

## 역사

### 어원
'Ham'이라는 단어는 고대 영어에서 무릎을 굽힌다는 뜻인 'ham' 또는 'hom'에서 유래했으며, 이는 게르만어파에서 '구부러진'이라는 뜻을 가진 데에 기초한다. 동물의 다리라는 뜻을 얻은 것은 15세기 전후이다. 'String'은 힘줄을 의미하며, 따라서 'hamstring'은 무릎 뒤쪽에서 느껴지는 실과 같은 힘줄'을 의미한다.

## 같이 보기
- 다리오금
- 넙다리뼈
- 넓적다리